# Евроазија
Евроазија је назив за велику копнену земљану масу на којој се налазе континенти Европа и Азија. Географски, Евроазија се може сматрати за континент. Подела у Европу и Азију потиче од старих Грка. Кроз историју, граница Европе и Азије се постављала на различитим местима, али данас се сматра да иде низ планину Урал, реку Урал и Кавказ. Израз Евроазија је највише у употреби у Русији, почев од времена Совјетског Савеза, јер се Русија не сматра ни европском, а ни азијском земљом.
Првенствено на северној и источној хемисфери, простире се од Британских острва и Пиринејског полуострва на западу до Јапанског архипелага на истоку. Континентална копнена маса се граничи са Атлантским океаном и Африком на западу, Тихим океаном на истоку, Северним леденим океаном на северу и Африком, Средоземним морем и Индијским океаном на југу. Подела између Европе и Азије као два континента је историјска друштвена конструкција, пошто је већи део њихових граница преко копна; стога је у неким деловима света Евроазија призната као највећи од шест, пет или четири континента на Земљи. У геологији се Евроазија често сматра једним чврстим мегаблоком. Међутим, о крутости Евроазије се расправља на основу палеомагнетских података.
Евроазија покрива око 55.000.000 km2 (21.000.000 sq mi), или око 36,2% укупне површине Земље; и дом је највеће државе на свету, Русије. Копнена маса садржи више од 5 милијарди људи, што је отприлике 70% људске популације. Људи су се први пут населили у Евроазији између 60.000 и 125.000 година. Нека велика острва, укључујући Велику Британију, Исланд, Ирску и Шри Ланку, као и она у Јапану, Филипинима и већини Индонезије, често су укључена у популарну дефиницију Евроазије, упркос томе што су одвојена од суседне копнене масе.
Према неким географима физиографски, Евроазија је један континент. Концепти Европе и Азије као различитих континената датирају из антике, а њихове границе су геолошки произвољне и историјски су биле подвргнуте повременим променама. Евроазија је повезана са Африком на Суецком каналу, а Евроазија се понекад комбинује са Африком да би се створила највећа суседна копнена маса на Земљи која се зове Афроевроазија. Због огромне копнене масе и разлика у географској ширини, Евроазија показује све типове климе према Кепеновој класификацији, укључујући најоштрије врсте топлих и хладних температура, велике и ниске падавине и различите типове екосистема.
Током плеистоцена ову копнену масу прекривао је ледени покривач који је у геоморфологији познат под називом „Евроазијски инландајс”. Његова површина била је 9,5 милиона km². Најјужнија тачка до које се простирао налазила се на 480 30'северне географске ширине. Обод инландајса достизао је данашње европске престонице Лондон и Берлин. Средња дебљина ледене масе покривача прелазила је 2 000 m (на Скандинавији 3 000 m, а у северном делу Велике Британије 1 500 m). Област најјаче глацијације налазила се у данашњој Шведској, где је инландајс достизао највећу апсолутну висину и дебљину.

## Геологија
Евроазија је настала пре између 375 и 325 милиона година спајањем Сибирије, Казахстаније и Балтике, који су спојени са Лаурентијом, садашњом Северном Америком, да би формирала Евроамерику. Кинески кратони су се сударили са јужном обалом Сибирија.

## Геополитика
Првобитно, „Евроазија” је географски појам: у овом смислу, то је једноставно највећи континент; комбиновано копно Европе и Азије. Међутим, геополитички, ова реч има неколико значења, која одражавају специфичне геополитичке интересе. „Евроазија” је један од најважнијих геополитичких концепата и заузима истакнуто место у коментарима идеја Халфорда Макиндера.
Руско „евроазијство“ је у почетку мање-више одговарало копненој области Царске Русије 1914. године, укључујући делове Источне Европе. Један од главних геополитичких интереса Русије лежи у све ближој интеграцији са оним земљама које сматра делом „Евроазије“. Овај концепт је даље интегрисан са комунистичком есхатологијом аутора Александра Дугина као водећим принципом „самодовољности великог простора“ током проширења.
Термин Евроазија је стекао геополитичку репутацију као једна од три супердржаве 1984, романа Џорџа Орвела где су стални надзор и пропаганда стратешки елементи (уведени као рефлексивни антагонисти) хетерогеног диспозитива које такве метаполитичке конструкције користе за контролу и испољавање моћи.

## Употреба термина

### Историја поделе Европа-Азија
У античко доба, Грци су класификовали Европу (која потиче од митолошке феничанске принцезе Европе) и Азију која је Грцима првобитно укључивала Африку (изведено из Азије, жена у грчкој митологији) као засебне „земље“. Повлачење линије раздвајања између два региона је још увек предмет расправе. Нарочито је спорно да ли је депресија Кума-Манич или планине Кавказа које чине југоисточну границу, јер би планина Елбрус у другом случају била део Европе, чинећи је (а не Мон Блан) највишом европском планином. Најприхваћенија је вероватно граница коју је дефинисао Филип Јохан фон Штраленберг у 18. веку. Он је дефинисао линију поделе дуж Егејског мора, Дарданела, Мраморног мора, Босфора, Црног мора, Кумско-Маничке депресије, Каспијског мора, реке Урал и Уралских планина. Међутим, барем део ове дефиниције је био предмет критике многих модерних аналитичких географа попут Халфорда Макиндера, који је на Уралским планинама видео мало валидности као границе између континената.

### Географија
У савременој употреби, израз „евроазијци“ је демоним који обично значи „из Евроазије или се односи на њу“ или „родом или становник Евроазије“. Такође се користи за описивање људи комбинованог „азијског” и „европског” порекла.
Смештена првенствено на источној и северној хемисфери, Евроазија се сматра суперконтинентом, делом суперконтинента Афро-Еуроазије или једноставно континентом за себе. У тектоници плоча, Евроазијска плоча обухвата Европу и већи део Азије, али не и Индијски потконтинент, Арабијско полуострво или област руског Далеког истока источно од Черског ланца.
Са тачке гледишта историје и културе, Евроазија се може лабаво поделити на Западну и Источну Евроазију.

### Совјетске државе након децентрализације
Руски филозоф из деветнаестог века Николај Данилевски дефинисао је Евроазију као целину одвојену од Европе и Азије, омеђену Хималајима, Кавказом, Алпима, Арктиком, Пацификом, Атлантиком, Медитераном, Црним морем и Каспијским морем. Ова дефиниција је била утицајна у Русији и другим деловима бившег Совјетског Савеза. Данас, делимично инспирисан овом употребом, термин Евроазија се понекад користи за означавање постсовјетског простора – посебно Русије, централноазијских република и закавкаских република – а понекад и суседних региона као што су Турска и Монголија.
Реч „Евроазија“ се често користи у Казахстану за описивање њихове локације. Бројне казахстанске институције имају тај термин у свом називу, попут Евроазијског националног универзитета Л. Н. Гумиљева (каз. Л. Н. Гумилёв атындағы Еуразия Ұлттық университеті) (Идеје евроазизма Лева Гумилева коју је у Казахстану популарисао Олжас Сулејменов), Евроазијски медијски форум, Евроазијска културна фондација (рус. Евразийский фонд культуры), Евроазијска развојна банка (рус. Евразийский банк развития), и Евроазијска банка. Казахстански председник Нурсултан Назарбајев је 2007. године предложио изградњу „Евроазијског канала“ за повезивање Каспијског мора и Црног мора преко руске Кума-Маничке депресије како би Казахстану и другим земљама каспијског басена обезбедио ефикаснији пут до океана од постојећег Волго-Донског канала.
Ова употреба се такође може видети у називима Eurasianet, Journal of Eurasian Studies, и Удружења за словенске, источноевропске и евроазијске студије, као и у називима бројних академских програма на амерички универзитетима.